# Dropčevec
 Dropčevec  falu Horvátországban Zágráb megyében. Közigazgatásilag Rakovechez tartozik.

## Fekvése
Zágrábtól 27 km-re északkeletre, községközpontjától 3 km-re délre az A4-es autópálya közelében, a megye északkeleti részén fekszik.

## Története
A falunak 1857-ben 70, 1910-ben 170 lakosa volt. Trianonig Belovár-Kőrös vármegye Kőrösi járásához tartozott. 2001-ben 89 lakosa volt.

## Lakosság
| Lakosság változása | Lakosság változása | Lakosság változása | Lakosság változása | Lakosság változása | Lakosság változása | Lakosság változása | Lakosság változása | Lakosság változása | Lakosság változása | Lakosság változása | Lakosság változása | Lakosság változása | Lakosság változása | Lakosság változása |
| ------------------ | ------------------ | ------------------ | ------------------ | ------------------ | ------------------ | ------------------ | ------------------ | ------------------ | ------------------ | ------------------ | ------------------ | ------------------ | ------------------ | ------------------ |
| 1857               | 1869               | 1880               | 1890               | 1900               | 1910               | 1921               | 1931               | 1948               | 1953               | 1961               | 1971               | 1981               | 1991               | 2001               |
| 70                 | 96                 | 108                | 130                | 148                | 170                | 151                | 145                | 159                | 155                | 148                | 131                | 119                | 103                | 89                 |

## Külső hivatkozások
Rakovec község hivatalos oldala